# Masato Koga
Masato Koga (jap. 古賀 正人 Koga Masato; ur. 22 maja 1970) – japoński piłkarz występujący na pozycji pomocnika.

## Kariera klubowa
Od 1993 do 2006 roku występował w klubach Yokohama Marinos, Sagan Tosu i Sagawa Express Chukyo.